# Hazard (album)
Hazard – album polskiej grupy rockowej Exodus, nagrany w 1983, a wydany w 2006 w boksie The Most Beautiful Dream. Anthology 1977–1985 przez Metal Mind Productions.
Ta sama wytwórnia w 2008 roku wydała album osobno, w formie digipaku.

## Lista utworów
1. „Intro” – 5:55
2. „A to planeta” – 5:03
3. „Wszystko płynie” – 4:01
4. „Sądny dzień” – 4:07
5. „Nowi romantycy” – 4:15
6. „Dybuk” – 4:14
7. „Anioł stróż” – 4:18
8. „Hazard” – 5:42
9. „Nie wiemy nic” – 4:47

Bonusy:
1. „Praktyczny kolor” – 4:52
2. „Relacja z giełdy” – 4:35
3. „Głupi robot” – 5:12
4. „Dwa małe obrazki” – 5:41
5. „Golem” – 3:42
6. „Zawsze przyjdzie co ma przyjść” – 4:19